# Mettar
Der Mettar war ein tunesisches Maß für Flüssigkeiten.
Die Maßbezeichnung galt für Öl und Wein, wobei die Maße nicht verwechselt werden dürfen. Andere Begriffe waren Mat(t)aro, Metall, Metallo und Mitre für das Weinmaß und Mattaro, Metall, Metallo, Metar und Mistato für das Ölmaß.

## Weinmaß
- 1 Mettar ≈ 9 ¾ Liter bis 10 Liter
- 1 Millerolle = 6 ½ Mettar galt im Großhandel

## Ölmaß
Das Maß wurde neben Öl auch für Milch und Essig genommen.
- 1 Metar = 2 Kolleh/Kollé = 16 Saá = 20,16 Liter
- 1 Millerolle = 3 ½ Mettar

Erfolgt der Handel von Öl nach Gewicht ist 
- 1 Mettar = 32 Rottel Sucki/Soucky
- 1 Saá = 635 Pariser Kubikzoll = 1,26 Liter[1]
- 2 Rottel Sucki = 1 Saá (Öl-Saá ist nicht dem Maß für Getreide gleich)

in Susa hatte 1 Mettar = 25,2 Liter